# خوابگرد (فیلم)
خوابگرد (به انگلیسی: Sleepwalker) یک فیلم معمایی و روان‌شناسی آمریکایی محصول سال ۲۰۱۷ به کارگردانی الیوت لستر می‌باشد.

## تولید
فیلمبرداری این فیلم در سال ۲۰۱۴ در لس آنجلس انجام شد.